# اليكساندر كيتزبيرا
اليكساندر كيتزبيرا (بالألمانية: Alexander Klitzpera) (19 أكتوبر 1977 بميونخ في ألمانيا - ) هو لاعب كرة قدم ألماني في مركز الدفاع. شارك مع منتخب ألمانيا تحت 21 سنة لكرة القدم ومنتخب ألمانيا الأولمبي لكرة القدم. أما مع النوادي، فقد لعب مع أرمينيا بيليفيلد وألمانيا آخن وإف إس في فرانكفورت وبايرن ميونخ الثاني ونادي فولفسبورغ.

## وصلات خارجية
- اليكساندر كيتزبيرا على موقع قاعدة بيانات كرة القدم.إي يو (الإنجليزية)
- اليكساندر كيتزبيرا على موقع بيانات كرة القدم. دي إي (الألمانية)
- اليكساندر كيتزبيرا على موقع عالم كرة القدم.نت (الإنجليزية)